# 대릴 먼로

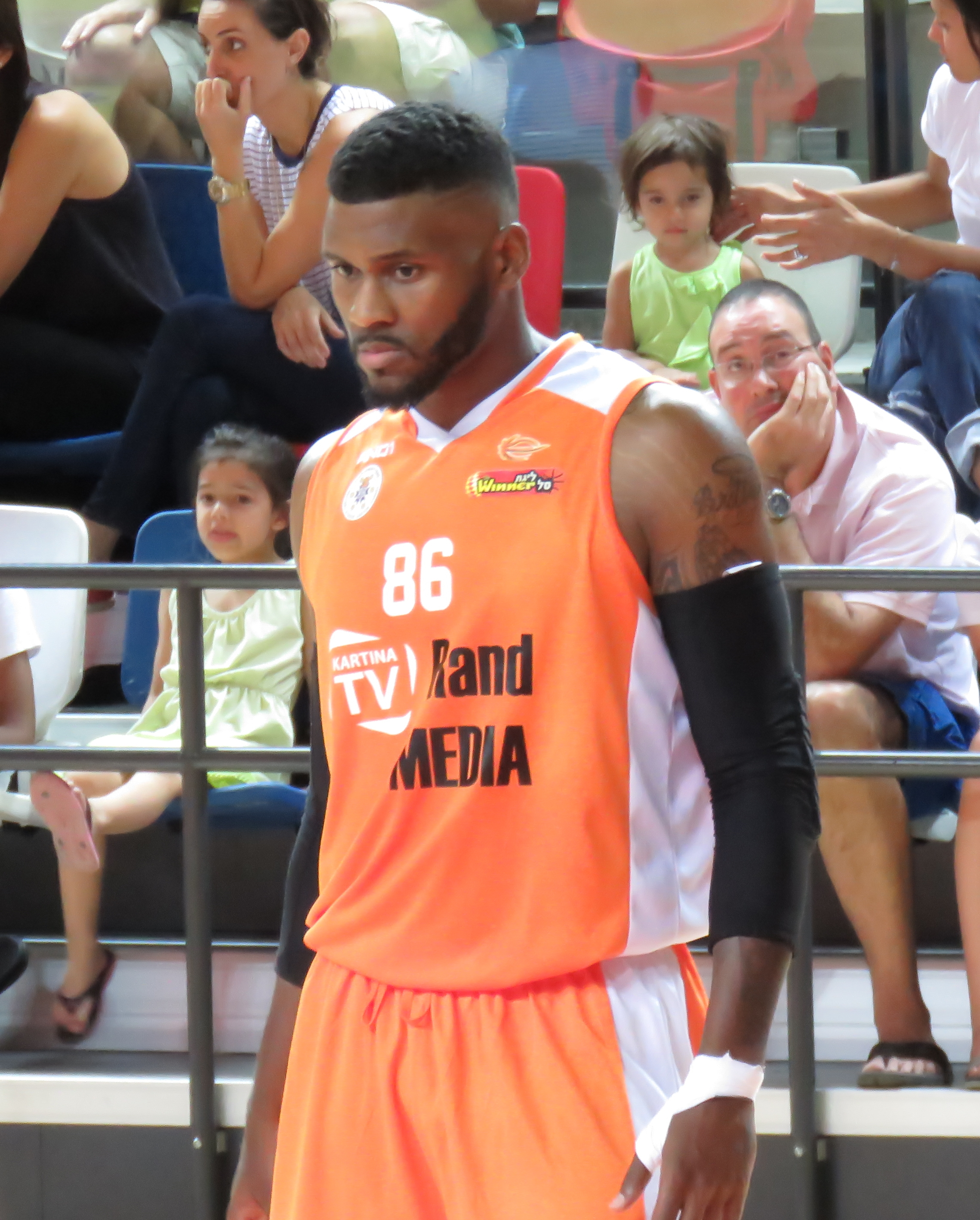
2015년 모습

대릴 먼로(Darryl Monroe, 본명: 대릴 먼로 주니어, Darryl Monroe Jr., 1986년 1월 30일 ~ )는 미국의 프로농구 선수이자 한국농구연맹 서울 SK 나이츠 소속 선수이다. 파워 포워드/센터 (농구)인 그는 센트럴 플로리다 CC와 조지 메이슨 대학에서 대학 농구를 하다가 네덜란드, 프랑스, 스페인, 이탈리아, 이스라엘, 터키, 한국에서 프로 선수로 활약했다. 마카비 리숀 레지온(Maccabi Rishon LeZion)에서 뛰던 그는 2016년 이스라엘 농구 프리미어 리그 MVP와 2016년 이스라엘 농구 프리미어 리그 결승전 MVP로 선정되었다.

## 프로 경력

### 고양 오리온스(2018~2019)
먼로는 2018년 8월 12일 한국농구연맹 고양 오리온스와 계약했다. 오리온스에서 51경기에 출전해 평균 19.5득점, 11.8리바운드, 5.4어시스트, 1.6스틸을 기록했다. 먼로는 오리온스가 KBL 준준결승에 진출하도록 도왔지만 결국 전주 KCC 이지스에게 패했다.

### 안양KGC(2021~2024)
2021년 8월 15일 먼로는 한국농구연맹 안양KGC와 계약했다. 2023년 먼로는 안양과 함께 2023 EASL 챔피언스 위크에서 우승했다. 그는 나중에 안양이 결승전에서 서울 SK 나이츠를 꺾은 후 첫 KBL 챔피언십에서 우승했다.